# Spacer w słońcu
Spacer w słońcu (ang. A Walk in the Sun) – amerykański film wojenny z 1945 roku w reżyserii Lewisa Milestone'a. Adaptacja powieści Harry'ego Browna pod tym samym tytułem, publikowanej w odcinkach na łamach magazynu Liberty w 1944 roku. Zdjęcia kręcono w Kalifornii.

## Fabuła
Włochy we wrześniu 1943 roku. Dywersyjna grupa amerykańskich żołnierzy ląduje na plaży pod Salerno. Jej zadaniem jest zniszczenie pobliskiego mostu i chroniącego go posterunku, co ma ułatwić pomyślne lądowanie amerykańskiego desantu. Oddział powoli wykrusza się pod ostrzałem wroga, jednak wykonuje zadanie.

## Obsada
- Dana Andrews – sierż. Bill Tyne
- Richard Conte – szer. Rivera
- George Tyne – szer. Jake Friedman
- John Ireland – st. szer. Windy Craven
- Lloyd Bridges – sierż. Ward
- Sterling Holloway – szer. „Mac” McWilliams
- Norman Lloyd – szer. Jack „Arch” Archimbeau
- Herbert Rudley – sierż. Eddie Porter
- Richard Benedict – st. szer. Tranella
- Huntz Hall – st. szer. Carraway
- James Cardwell – sierż. „Hosk” Hoskins
- George Offerman Jr. – szer. Tinker
- Steve Brodie – szer. Judson
- Burgess Meredith – narrator

i in. 

## Produkcja
Film miał swoją premierę w styczniu 1946 roku. Spotkał się z pozytywnymi recenzjami krytyków. Bosley Crowther z The New York Times chwalił zdjęcia, poziom gry aktorskiej (Andrews, Conte, Holloway, Tyne, Bridges) oraz wierność w stosunku do literackiego pierwowzoru. Określił film jako „bez wątpienia jeden z lepszych i prawdziwych obrazów o wojnie” („...unquestionably one of the fine, sincere pictures about the war”). O wiele bardziej krytyczny był tygodnik Variety – wprawdzie również chwalił aktorstwo (Andrews, Conte), jednak wobec fabuły pozostawał o wiele bardziej sceptyczny.
Spacer w słońcu był nominowany do nagrody BAFTA w kategorii dla najlepszego filmu niebrytyjskiego w 1952 roku. W 1946 roku otrzymał również nominację dla filmu roku od National Board of Review.
W 2016 roku film został włączony do National Film Registry – ogłaszanej co roku listy filmów, które wpisywane są do rejestru dziedzictwa narodowego USA, utworzonego przy Bibliotece Kongresu USA.
Film okazał się być przeciętnym sukcesem kasowym. Przyniósł dochód, jednak nie znalazł się na corocznej liście najbardziej kasowych filmów wyświetlanych w kinach USA i Kanady, publikowanej przez tygodnik Variety.
W rankingu popularnego, filmowego serwisu internetowego Rotten Tomatoes obraz posiada obecnie (2023) wysoką, 88-procentową, pozytywną ocenę „czerwonych pomidorów”.

## Soundtrack
Film posiadał dość bogatą jak na ówczesne standardy ścieżkę dźwiękową. Było to 13 piosenek autorstwa Millarda Lampella i Earla Robinsona w wykonaniu Kennetha Spencera (żadna z nich nie została zaprezentowana w całości), wydanych na płycie w roku 1957.
- Ballad of the Lead Platoon
- Texas Division
- Waiting
- One Little Job
- The Platoon Started Out
- Six-Mile Walk
- Trouble A-Coming
- Texas Division Blues
- They Met Hitler's Best
- Moving In
- Black and White
- Walk in the Sun
- The Army Goes Rolling Along